# Pseudotabanus peregrinus
Pseudotabanus peregrinus är en tvåvingeart som först beskrevs av M. Josephine Mackerras 1964.  Pseudotabanus peregrinus ingår i släktet Pseudotabanus och familjen bromsar. Inga underarter finns listade i Catalogue of Life.